# Pauvre Surhomme
Ne doit pas être confondu avec Pauvre Superman !.
Pauvre Surhomme (titre original : Harrison Bergeron) est une nouvelle dystopique de science-fiction écrite par Kurt Vonnegut, Jr.. Tout au long de l'histoire, Vonnegut utilise la satire, et l'histoire elle-même peut être classée en tant que satire.

## Parutions

### Parutions aux États-Unis
La nouvelle a été publiée pour la première fois en octobre 1961 dans The Magazine of Fantasy & Science Fiction. Elle a de nouveau été publiée dans le recueil de l'auteur Welcome to the Monkey House en 1968.

### Parutions en France
Elle a été traduite en français en mars 1964 dans la revue Fiction publiée par les éditions Opta (no 124) puis reprise dans Histoires de demain, anthologie parue aux éditions Le Livre de poche en 1975. 

## Résumé
L'égalité sociale a enfin pu être atteinte en handicapant les plus intelligents, les plus athlétiques ou les plus beaux des membres de la société pour les ramener au niveau le plus bas des compétences communes. Ce processus est au cœur du système social, conçu de manière que nul ne se sente inférieur à quiconque. Le maintien de ce handicap dans la population est supervisé par la « Handicapeur Général des États-Unis », Diana Moon Glampers.
Harrison Bergeron, le protagoniste de l'histoire, a une intelligence,  une force et une beauté exceptionnelles, et doit donc supporter d'énormes handicaps :   poids attachés à son corps,  écouteurs  et  lunettes  lui donnant des maux de tête, grimage grotesque.
Malgré ces handicaps, il parvient à envahir une station de télévision et à se déclarer empereur, choisissant une ballerine pour impératrice. Ils sont tués tous les deux par l'impitoyable Diana Moon Glampers. Toute l'histoire est racontée du point de vue des parents de Harrison qui suivent l'incident à la télévision, mais qui, à cause de leurs handicaps,  ne peuvent pas se concentrer suffisamment pour apprécier ce qui se passe ni s'en souvenir.
Une version similaire (bien que moins développée) de cette idée apparait dans un roman postérieur de Vonnegut, Les Sirènes de Titan.

## Adaptations
La nouvelle a été adaptée à la télévision et au cinéma.
Une section de la pièce pour la télévision de 1972, Between Time and Timbuktu (en), est basée sur cette nouvelle, et elle est en 1995 élargie en un téléfilm, Harrison Bergeron, avec Sean Astin dans le rôle-titre. 
Dans l'adaptation de 1995 pour la télévision, après qu'on a découvert que les dispositifs étaient inefficaces sur Bergeron, il est recruté pour devenir membre de l'élite secrète non-handicapée qui fait marcher la société. Finalement, dégoûté par leur duplicité, Bergeron réquisitionne une station de télévision afin de diffuser des contenus censurés aux foules. Bergeron est finalement arrêté par le gouvernement et plus tard, contraint de présenter ses excuses, affirmant que l'incident n'était qu'une mise en scène. Au cours de ses excuses télévisées, Bergeron s'écarte de son script et se suicide après avoir expliqué que ce n'était pas une mise en scène. Le film montre le fils de Harrison quand il regarde des vieux clips de son père à la télévision. La mère de l'enfant, une ex-membre de la société d'élite désormais lobotomisée, entend la voix de Harrison quand son fils regarde la télévision, et se rappelle clairement quelque chose de Harrison.
La nouvelle est adaptée en 2009 dans le court métrage 2081, Everyone will finally be equal, présenté au festival international du film de Seattle le 29 mai de la même année.
En 2005, la nouvelle fut mentionnée par des avocats dans un appel devant  la Cour suprême du Kansas (en).  Dans une interview, Vonnegut déclara que, bien que ne s'opposant pas à une telle utilisation, il n'était pas d'accord avec l'interprétation faite par les hommes de loi. 